# Pardosa paralapponica
Pardosa paralapponica är en spindelart som beskrevs av Schenkel 1963. Pardosa paralapponica ingår i släktet Pardosa och familjen vargspindlar. Inga underarter finns listade i Catalogue of Life.